# Récourt
Récourt là một xã trong tỉnh Pas-de-Calais, vùng Hauts-de-France, Pháp.

## Địa lý
Récourt có cự ly khoảng 14 dặm (23 km) về phía đông Arras, trên đường D39.

## Dân số
| 1962                                                              | 1968 | 1975 | 1982 | 1990 | 1999 | 2006 |
| ----------------------------------------------------------------- | ---- | ---- | ---- | ---- | ---- | ---- |
| 101                                                               | 103  | 82   | 101  | 199  | 221  | 243  |
| Số liệu điều tra dân số tính từ năm 1962, dân số chỉ tính một lần |      |      |      |      |      |      |

## Địa điểm nổi bật
- Nhà thờ Notre-Dame, thế kỷ 17.